# Peñalba de Villastar
Peñalba de Villastar fue un santuario celtibérico en el actual término municipal de Villastar (Teruel, Aragón).
De carácter politeísta y con peregrinación desde diferentes poblaciones del territorio circundante, fue lugar de cultos solares y lunares, siendo una montaña sagrada para íberos, celtíberos y romanos. Fue una convergencia de la tradición de arte esquemático autóctona con la tradición celtíbera. 
Presenta representaciones solares, de buitres como animales psicopompos y de dioses, además de inscripciones en celtíbero y latín.
En una de esas inscripciones se menciona al dios Lug, de carácter solar, y la familia Turos, relacionada con muchos topónimos turolenses como el mismo Teruel, y quizás con la misma raíz celta de la donde proviene Zúrich.[cita requerida]
ENI OROSEI VTA TICINO TIATVNEI TRECAIAS TO LVGVEI ARAIANOM COMEIMV ENI OROSEI EQVEISVIQVE OGRIS OLOCAS TOGIAS SISTAT LVGVEI TIASO TOGIAS.
Más de 50 inscripciones y grabados de piedra caliza fueron extraídos por el arqueólogo calaceitano Juan Cabré, que los vendió al Museo de Barcelona, donde actualmente todavía se encuentran, como forma de financiar sus excavaciones.
En el escarpe rocoso los grabados se hicieron en roca caliza dura y hay pocas inscripciones. Juan Cabré se llevó menos cosas que del nivel con granizo de arena blanca. En muchos de esos grabados hay cruces sobreimpuestas que se pueden datar en tiempos bajo-imperiales, como elementos de cristianización.